# Glyptopetalum ilicifolium
Glyptopetalum ilicifolium är en benvedsväxtart som först beskrevs av Adrien René Franchet, och fick sitt nu gällande namn av Ching Yung Cheng. Glyptopetalum ilicifolium ingår i släktet Glyptopetalum och familjen Celastraceae. Inga underarter finns listade.